# پلیس+۱۰
پلیس+۱۰مجموعه‌ای از خدمات الکترونیکی ارائه شده توسط پلیس در ایران است که در دفاتری به نام دفاتر خدمات الکترونیک انتظامی (سابقاً دفاتر پلیس+۱۰) ارائه می‌شود. خدمات پلیس+۱۰ شامل خدمات وظیفه عمومی، صدور کارت سوخت، تعویض گواهی‌نامه رانندگی در ایران، صدور گذرنامه، صدور گواهی عدم سوء پیشینه کیفری، صدور پروانه کسب ( جواز اماکن عمومی)، ترخیص خودرو، ارایه خلافی خودرو، امور یارانه نقدی، احراز هویت و برخی موارد دیگر می‌شود.
طرح پلیس+۱۰ با سه خدمت عمومی گذرنامه، گواهینامه، اجرائیات (تخلفات راهنمایی و رانندگی) در دهه فجر انقلاب اسلامی سال ۸۲ آغاز شد و به تدریج تعداد دفاتر در سطح کشور افزایش پیدا کرد و بر اساس آیین‌نامه به بخش خصوصی واگذار گردید.
هدف‌گذاری اولیه، ارائهٔ ۱۰ خدمت از خدماتی بود که پیشتر در فراجا ارائه می‌شد.

## خدمات
- خدمات گواهی‌نامه رانندگی در ایران شامل تمدید و تعویض انواع گواهی‌نامه رانندگی در ایران و صدور المثنی
- خدمات صدور پاسپورت  شامل اخذ مدارک متقاضی پاسپورت  و ثبت اطلاعات در سیستم
- خدمات اجرائیات شامل صدور صورت وضعیت خلافی خودرو و ثبت درخواست رسیدگی غیرحضوری به شکایات صورت وضعیت خلافی خودرو
- صدور و المثنی کارت هوشمند سوخت

- تغییر آدرس مالکان خودرو
- خدمات صدور و تمدید پروانه کسب (اماکن)
- استعلام تشخیص هویت (سوء پیشینه کیفری)
- ثبت درخواست‌های مشمولان (نظام وظیفه )[۲]
- وب سایت مرجع epolice.ir میباشد